# ورا کروز (میزوری)
ورا کروز (به انگلیسی: Vera Cruz) یک منطقهٔ مسکونی در ایالات متحده آمریکا است که در میزوری واقع شده‌است. ورا کروز ۲۶۰ متر بالاتر از سطح دریا واقع شده‌است.